# Ualabi rupestre de Godman
El ualabi rupestre de Godman (Petrogale godmani) és un marsupial diprotodont i un ualabi rupestre bastant típic. Aquest ualabi rupestre viu en regions de bosc obert de plana, matollars oberts o montanes, sovint a prop de la costa. Es refugia en terrenys rocosos adjacents a les àrees d'alimentació. És un folívor gregari, nocturn i territorial.